# Aphthona
Aphthona é um gênero de besouro da família Chrysomelidae, nativa da Europa e Ásia. Mais especificamente, Aphthona são besouros-saltadores, que tem patas traseiras adaptadas para realizar grandes saltos a fim de fugir de perigos. Existem 135 espécies conhecidas da região paleoártica . 
Este gênero de besouro é importante devido à utilidade no controle biológico do esporão folhoso, uma das principais ervas daninhas em partes do oeste da América do Norte. Várias espécies de Aphthona foram coletadas na Europa e introduzidas em áreas localizadas dos Estados Unidos e Canadá, com sucesso no controle dessa erva daninha.   As seis espécies utilizadas para esse fim incluem A. abdominalis, A. cyparissiae, A. czwalinae, A. flava, A. nigriscutis e A. lacertosa, embora com A. abdominalis nunca tenha-se conseguido gerar uma população viável, não tendo portanto sido introduzido no Canadá.   

## Eficácia do controle
O controle é tido como eficaz, mas os resultados variam de local para local, sobretudo devido a patógenos do solo, fenologia da primavera, textura do solo e densidade de folhas, sendo menos eficaz em solos arenosos.  O controle pode não ser observado e medido com confiabilidade por 10 anos ou mais. 

## Algumas Espécies

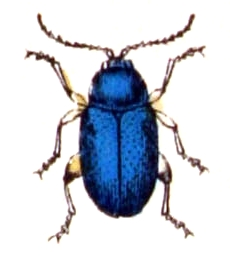
A. nonstriata

- Aphthona abdominalis
- Aphthona aeneomicans
- Aphthona albertinae
- Aphthona alcina
- Aphthona atrocaerulea
- Aphthona atrovirens
- Aphthona beauprei
- Aphthona beckeri
- Aphthona biokovensis
- Aphthona bonvouloiri
- Aphthona carbonaria
- Aphthona chinchihi
- Aphthona coerulea
- Aphthona constantini
- Aphthona crassipes
- Aphthona cyparissiae
- Aphthona czwalinae
- Aphthona delicatula
- Aphthona depressa
- Aphthona depressa aenea
- Aphthona erichsoni
- Aphthona espagnoli
- Aphthona euphorbiae
- Aphthona flava
- Aphthona flaviceps
- Aphthona franzi
- Aphthona fuentei
- Aphthona gracilis
- Aphthona herbigrada
- Aphthona illigeri
- Aphthona juliana
- Aphthona konstantinovi
- Aphthona kuntzei
- Aphthona lacertosa
- Aphthona lubischevi
- Aphthona lutescens
- Aphthona maculata
- Aphthona maghrebina
- Aphthona maldesi
- Aphthona melancholica
- Aphthona microcephala
- Aphthona nigriceps
- Aphthona nigriscutis
- Aphthona nonstriata
- Aphthona occitana
- Aphthona ovata
- Aphthona pallida
- Aphthona parnassicola
- Aphthona perrisi
- Aphthona placida
- Aphthona plenifrons
- Aphthona poupillieri
- Aphthona punctiventris
- Aphthona pygmaea
- Aphthona reitteri
- Aphthona rhodiensis
- Aphthona rugipennis
- Aphthona sardea
- Aphthona sarmatica
- Aphthona semicyanea
- Aphthona seriata
- Aphthona sicelidis
- Aphthona signatifrons
- Aphthona stussineri
- Aphthona subovata
- Aphthona syriaca
- Aphthona testaceicornis
- Aphthona velachica
- Aphthona variolosa
- Aphthona vaulogeri
- Aphthona venustula
- Aphthona venustula attica
- Aphthona violacea
- Aphthona wagneri